# Ботнараш, Сергей Константинович
Сергей Константинович Ботнараш (рум. Serghei Botnaraș, род. 27 февраля 1964, Кишинёв) — молдавский футболист, выступавший на позиции вратаря, и футбольный тренер. Тренер вратарей сборной Молдавии с 31 октября 2019 года.

## Биография

### Игровая карьера
Воспитанник кишинёвской РСДЮСШОР. Большую часть профессиональной карьеры провёл в Молдавии, играя за тираспольский «Автомобилист», кишинёвский «Нистру» (переименован позже в «Зимбру») и бельцкую «Зарю». Играл один сезон за одесский СКА. В июне 1997 года, выступая за «Зимбру» в матче чемпионата Молдавии против «Чухура» из Окницы, отметился забитым голом, а в итоге кишинёвцы разнесли своих противников со счётом 15:1. 28 августа 1992 года провёл единственную игру за сборную Молдавии против команды Конго (победа 3:1).

### Тренерская карьера
Тренерскую карьеру начал в кишиневском «Конструкторуле» на посту тренера вратарей, позже был вторым тренером в «Зимбру». Работал в штабе сборной Молдавии из игроков не старше 23 лет во время отбора на чемпионат Европы 1996 года. В 2001 году впервые стал главным тренером, возглавил кишинёвскую «Политехнику».
В 2003—2009 годах Ботнараш работал тренером вратарей в иранском «Пегахе», рыбницкой «Искре-Сталь» и гидигичском «Рапиде», в 2007 году некоторое время исполнял обязанности главного тренера «Искры-Сталь». По некоторым данным, до 2007 года успел поработать в одном из индонезийских клубов. С 17 сентября по 6 октября 2008 года проходил обучение для получения лицензии A УЕФА. 27 июня 2009 года Ботнараш был назначен тренером вратарей донецкого «Металлурга» в штаб Николая Костова.
1 сентября 2009 года после увольнения Романа Пилипчука он исполнял обязанности главного тренера «Дачии» в двух матчах 2-го квалификационного раунда Лиги Европы УЕФА против словацкой «Жилины» (0:2, 0:1), в самом клубе официально был тренером вратарей. В отставку с поста и. о. главного тренера ушёл 10 декабря 2009 года. Позже он вошёл в тренерский штаб «Гагаузии», возглавив её в 2010 году в играх Национального дивизиона.
28 февраля 2011 года сменил Игоря Урсаки на посту главного тренера клуба «Костулены», став уже третьим за сезон главным тренером клуба. В 2011 году покинул пост главного тренера «Костулен», уступив этот пост болгарину Велизару Попову и перейдя на пост тренера вратарей. Причиной подобного хода стал отказ получать лицензию PRO, позволяющую тренировать клубы Национального дивизиона Молдавии (высшего уровня молдавского футбола).
В 2012 году Ботнараш вошёл в тренерский штаб сборной Молдавии до 21 года вместе с Андреем Мартином в качестве помощника Александра Куртияна. В 2014 году включён в штаб сборной Молдавии на должность тренера вратарей. В 2018—2019 годах работал в сборной Молдавии в штабе Александра Спиридона, прежде чем на пять месяцев уйти в сборную U-21 в штаб Сергея Клещенко, но 31 октября 2019 года вернулся в сборную.